# Comuna Pietrosu, Fălești
Comuna Pietrosu este o comună din raionul Fălești, Republica Moldova. Este formată din satele Pietrosu (sat-reședință), Măgura și Măgura Nouă.

## Demografie
Conform datelor recensământului din 2014, comuna are o populație de 811 locuitori. La recensământul din 2004 erau 976 de locuitori.

## Administrație și politică
Componența Consiliului local Pietrosu (9 consilieri), ales la 5 noiembrie 2023, este următoarea:
|  | Partid                                       | Consilieri | Componență | Componență | Componență | Componență | Componență |
|  | -------------------------------------------- | ---------- | ---------- | ---------- | ---------- | ---------- | ---------- |
|  | Partidul Acțiune și Solidaritate             | 5          |            |            |            |            |            |
|  | Partidul Social Democrat European            | 2          |            |            |            |            |            |
|  | Partidul Socialiștilor din Republica Moldova | 2          |            |            |            |            |            |